# Hily
Hily è un'applicazione per incontri online che utilizza l'apprendimento automatico e l'intelligenza artificiale per abbinare potenziali partner. Chiamata secondo l'acronimo di "Hey, I Like You", l'app è progettata per raccomandare potenziali corrispondenze analizzando le esperienze, gli interessi e l'attività sull'app degli utenti. Le opzioni del genere per la registrazione all'app includono maschio, femmina e non binario .
Hily è stata inizialmente rilasciata nell'agosto 2017. Secondo TechCrunch, durante la fase di beta, chiusa nell'ottobre 2017, l'app ha registrato 35.000 utenti . Hily ha in seguito acquisito altri utenti attraverso una partnership con Snapchat . Nell'agosto 2019 l'app ha registrato 5 milioni di utenti.

## Storia
Hily è stata fondata da Yan Pronin e Alex Pasykov  . L'idea alla base dell'applicazione deriva dal background professionale di Pronin in analisi e modellizzazione statistica . Piuttosto che sulla base della posizione geografica e dell'attrazione fisica, l'app è stata progettata per connettere potenziali partner secondo gli interessi comuni. Il 14 agosto 2017 l'app è stata lanciata negli Stati Uniti. Nel marzo 2019 è stata rilasciata anche nel Regno Unito, in Irlanda e in Francia.
Nell'agosto 2019 l'app ha raggiunto i 5 milioni di utenti, collocandosi secondo la spesa dei consumatori statunitensi tra le prime tre app di appuntamenti nel secondo trimestre del 2019.

## Funzionamento
Hily utilizza machine learning e algoritmi statistici per analizzare dati come la profondità del dialogo, la scelta delle parole e i "Mi piace" reciproci al fine di identificare i profili con un'alta probabilità di una corrispondenza. Nell'agosto 2018 Aime Williams di FT Magazine ha commentato che il monitoraggio degli scambi verbali degli utenti di Hily "fa un passo in avanti" rispetto alle app di geosocial networking della concorrenza.
La piattaforma utente richiede la verifica dell'account tramite l'acquisizione di foto dal vivo, il caricamento della foto di un documento d'identità ufficiale o l'integrazione dei social media. Nel settembre 2017 Josiah Motley, senior editor di KnowTechie, ha fatto riferimento al processo di verifica di Hily affermando che "Sebbene nessun sistema sia perfetto, è un passo promettente nella giusta direzione".

## Modello di business
Hily è distribuito secondo un modello di business freemium . L'app è scaricabile ed utilizzabile gratuitamente, mentre le funzioni aggiuntive sono accessibili tramite un piano di abbonamento a pagamento.